# John Grant (futbolista)
John Grant (Edimburgo, 16 de junio de 1931-Ibidem, 28 de enero de 2021) fue un futbolista escocés. Se desempeñó en posición de defensa.

## Selección nacional
Fue internacional con la Selección de fútbol de Escocia en dos ocasiones en 1958.

## Clubes
| Club         | País    | Año         |
| ------------ | ------- | ----------- |
| Hibernian    | Escocia | 1954 - 1964 |
| Raith Rovers | Escocia | 1964 - 1965 |